# Итатиба
Итатиба (порт. Itatiba) — муниципалитет в Бразилии, входит в штат Сан-Паулу. Составная часть мезорегиона Макрорегион агломерации Сан-Паулу. Находится в составе крупной городской агломерации Агломерация Кампинас. Входит в экономико-статистический микрорегион Браганса-Паулиста. Население составляет 96 382 человека на 2007 год. Занимает площадь 322,522 км². Плотность населения — 296,6 чел./км².

## История
Город основан 1 ноября 1857 года.

## Статистика
- Валовой внутренний продукт на 2005 составляет 1.961.993.000,00 реалов (данные: Бразильский институт географии и статистики).
- Валовой внутренний продукт на душу населения на 2005 составляет 20.995,78 реалов (данные: Бразильский институт географии и статистики).
- Индекс развития человеческого потенциала на 2000 составляет 0,828 (данные: Программа развития ООН).

## География
Климат местности: горный тропический. В соответствии с классификацией Кёппена, климат относится к категории Cwb.